# Грчка колонизација
Грчка колонизација означава процес организованог оснивања колонија, односно нових градова, које су покретали полиси из копнене Грчке у периоду од 8. до 6. века п. н. е. широм Средоземља и црноморског приобаља.
Први „датум“ у грчкој историји јесте 776. п. н. е., година првих Олимпијских игара. Ову годину израчунао је Хипија из Елиде, софиста који је живео у 5. веку п. н. е. Овај датум и списак првих победника, који се сачувао другом књижевном предајом, вероватно су поуздани. Међу раним победницима на списку највише је локалних такмичара, укључујући неке Месењане. Месенија је изгубила независност и потпала под спартанску власт током 8. века п. н. е., што додатно доказује поузданост списка победника на раним олимпијским такмичењима: тешко да би месенски победници били измишљени у време када Месенија као политички ентитет више није постојала. Стога је јасно да се бележење података и организована активност која је укључвала више од једне заједнице и која је била концентрисана на једно светилиште, као што је Олимпија, може датирати у почетак 8. века п. н. е. Подаци потврђују известан степен писмености, и овде такође недавни налази потврђују традицију о 8. веку п. н. е. Куп, на коме се налази грчки натпис на еубејском писму: Ја сам Несторов куп, може се са сигурношћу датирати у време пре 700. п. н. е. Нађен је на маленом острву Питекусе (касније Искија) у Напуљском заливу.

## Узроци колонизације
Еубејани су били први покретачи у организованој и забележеној фази грчке колонизације. Ово се може сматрати потпуно сигурним, јер археолошки налази потврђују књижевну предају римског историчара Тита Ливија и других: еубејска керамика нађена је и на западу (у Питекусама) и на истоку (у данашњем турском месту Ал Мина). Ова организована фаза започела је у Италији око 750. п. н. е. и на Сицилији 734. п. н. е. Треба нагласити реч „организована“, јер почетке грчке колонизације свакако треба сместити у ранији временски период. Прво, археолошки налази, као што је Лефканди, показују да су се Грци већ пре 750. или 734. п. н. е. сусрели са становницима Италије и Сицилије и са њима размењивали робу. Друго, Тукидид каже да је Атина током мрачног доба Грчке слала колоније у Јонију, а археологија ово потврђује. Међутим, после оснивања Куме око 750. п. н. е. и сицилијског Наксоса (734. п. н. е.) и Сиракузе (733. п. н. е.) дошло је до праве експлозије колонија на свим странама света. Једини изузетак представљале су оне области, као што су стари Египат и унутрашњост Анатолије, чији су становници били превише напредни у војном и политичком погледу да би се могли лако савладати.
Поставља се питање зашто су Грци одједном почели да предузимају овакве прекоморске подухвате. Изгледа да су мотивациони фактор пре свега били трговачки интереси, похлепа и чиста радозналост. Старије схватање, по коме је архајска Грчка „извозила“ вишак свог становништва због неконтролисаног пораста становништва, сада се углавном одбацује. Као прво, најраније добро документоване колонијалне операције биле су малог обима, сувише малог да би се у метрополи осетила нека разлика у погледу густине насељености. Ово је свакако тачно за колонизацију Кирене у северној Африци, коју су основали становници острва Тере. Друго, прираштај у принципу није био неконтролисан: вештачка средства контроле становништва као што је инфантицид, била су доступна, да се и не спомињу модерније технике као што је контрацепција. Када се то има у виду знатно се смањује доказна вредност открића која, на пример, показују да је број гробова у Атици и Арголиди значајно порастао у позном мрачном добу, или да је у 8. веку п. н. е. Атику погодила велика суша (што се закључује по једном броју исушених бунара на атинској агори). Заправо, није убедљиво ниједно појединачно објашњење за колонизацију. Политичке тешкоће код куће понекад су могле бити важан фактор, као на пример у Спарти, која је у 8. веку послала колонију у Тарент у Италији да би се отарасила једне нежељене полукастинске групе. Али се не може искључити ни једноставна жеља за узбуђењима и жеља да се види света.

## Западно Средоземље
Колонизаторски покрет у периоду од 8. до 6. века п. н. е. одвијао се у три правца: на запад – на обале Сицилије и Италије, на север и североисток – по обалама Хелеспонта и Пропонтиде и до Црног мора и, коначно, на југ – у Африку, где су стварно основане само две колоније. Западни део обала Средозменог мора одавно је привлачио пажњу Грка плодношћу земље и релативно повољним условима за његово освајање. Од Епира и Коркире Италију дели мореуз широк само око 75 km. Поједина места у Хомеровој „Одисеји“ сведоче о томе да су Грци знали за Сицилију још у доба херојске епохе. У низу италијанских области нађени су остаци грађевина из микенске епохе, а везе Сицилије с Критом потврђују многи историјски споменици.
Јужна обала Апенинског полуострва и Сицилија одавно су биле густо насељене. У јужној Италији живели су Месапи (у Калабрији) и Брути (у Брутији). Средња Италија, у коју су такође почели продирати Грци, била је настањена многобројним племенима италског огранка. На Сицилији су живели Сикули, Сикани и Елими – племена блиска Италицима. Како изгледа, Сикани су прво живели у Хиспанији, али су их отуда истисли Лигури. Првобитно су они заузимали цело острво, али су касније потиснути на запад и на југ од стране Сикула који су дошли из Италије. Већина научника Сикуле сматра Италицима, блиским Латинима, Оскима и Умбрима. Елимска племена вероватно су била малоазијског порекла. Живела су у мањој планинској области на западу Сицилије.
Грци су се учврстили у јужној и средњој Италији и на острву Сицилији. На Сицилији су наишли на Феничане, који су ту основали низ факторија од којих су Мотија, Панорм и Солунт биле најстарије и остале су феничанске чак и у доба процвата грчких градова на Сицилији. Феничани су се, дакле, чврсто везали за крајњи западни део острва. Истовремено са учвршћивањем Грка у Италији су се почели уздизати и етрурски градови. Савез ових градова представљао је моћну етрурску државу која је извесно време потчинила своме утицају средњу и северну Италију и скоро стално била у непријатељским односима са Грцима. Борба између Грка и Феничана, који су деловали у исто време када и Етрурци, представља један од најважнијих догађаја у раној историји Медитерана.
Планска колонизација западног Средоземља почела је најраније у другој половини 8. века п. н. е. Као најстарију грчку колонију у Италији традиција помиње Куму која се налазила на западној обали (у Кампанији). Међутим, археолошки налази говоре да је та колонија настала у отприлике исто време када и остале грчке колоније у Италији и на Сицилији. У оснивању Куме учествовали су еубејски градови Халкида и Еретрија, а такође и Кума Еубејска.

### Сицилија
Источна обала Сицилије била је тридесетих и двадесетих година 8. века п. н. е. насељена грчким колонистима из Халкиде, Наксоса, Мегаре и Коринта. Халкида и Наксос основали су 734. п. н. е. на Сицилији колонију Наксос. Из Наксоса су при томе ускоро исељене још две колоније: Катана (у подножју Етне) и Леонтина. Почетком 7. века п. н. е. на обали уског мореуза који је делио Сицилију од Италије никла је колонија Занкле (касније названа Месана), коју су основали гусари из Куме, а касније населили Халкиђани. Занкле је са своје стране основала колонију на супротној италијанској обали, Региј, чије је становништво касније попуњено Месењанима који се преселили са Пелопонеза када је Спарта покорила Месенију.
Дуж северне и источне обале Сицилије основали су Занклејци и Халкиђани још читав низ мањих колонија од којих су најзначајније Химера и Таормина (касније Тауромениј). Мегарани, учесници халкидске експедиције, основали су колонију Мегару Хиблејску, а осамдесет година касније Мегара је овде населила још једну колонију – Селинунт, која је одиграла важну улогу истуреног положаја у борби Грка с Картагињанима.
На Сицилију је 734. п. н. е. дошла коринтска експедиција која је заузела острво Ортигију на улазу у најбоље пристаниште Сицилије. Коринћани су одатле прешли на Сицилију и основали Сиракузу, која је касније постала један од највећих и најбогатијих грчих градова на том острву. Оснивачи Сиракузе најпре су проширили своју власт на врло плодну територију која се граничила с градом.
Од малоазијских градова у колонизацији Сицилије учествовао је само град Линд на Родосу, који је заједно с Крићанима почетком 7. века п. н. е. основао на јужној обали Сицилије град Гелу. Касније (580. п. н. е.) западно од Геле основан је Акрагант (касније Агригент).

### Јужна Италија
Јужна Италија била је насељена Грцима већ крајем 8. века п. н. е. У колонизацији јужне Италије учествовао је низ грчких градова, а такође и Ахајци који су бежали са Пелопонеза. Приближно у исто време Спартанци су основали Тарент. Јужноиталске колоније, као и оне на Сицилији, никле су скоро у исто време. Насељавање обале Тарентског залива трајало је највише 10-15 година, а битан стимуланс за ову колонизацију могло је бити и спартанско освајање Месеније, које је можда изазвало онакав талас емиграције какав је пре четири века изазвала претпостављена најезда Дорана.
Најстарије ахајске колоније у јужној Италији били су Сибарис и Кротон. Да би се заштитили од непријатељског Тарента и да би спречили његове даље експанзионистичке тежње, становници Сибариса су основали Метапонт, чије су становништво попунили новим ахајским досељеницима са Пелопонеза. Касније су наметнули своју доминацију и области јужно од Метапонта. То је Сибарису осигурало превласт над целом обалом Тарантског залива.
Кротон је ширио свој утицај у правцу југа. Налазећи се у врло плодној области, Сибарис и Кротон су пре свега били земљорадничке колоније и такав су карактер сачували и касније, када су већ стекли известан значај и у трговини. Они су успели да прошире своје територије не само дуж обале, већ и у унутрашњост земље све до обале Тиренског мора. Сибарис је ту, између осталих, основао колонију Посејдонију. Под влашћу Сибариса, по једним изворима, налазило се 100.000 становнка, а по другима, њих 300.000. И Кротон је располагао територијом унутар земље. Ахејски градови Сибарис и Кротон, заједно са ахејским колонијама које су зависиле од њих, образовали су ахејску конфедерацију са средиштем у храму богиње Хере, недалеко од Кротона, који је имао значај религијског центра. Та конфедерација играла је извесну политичку улогу: она није дозвољавала да се на њеној територији оснивају друге грчке колоније и успешно је спречавала ширење Тарента на југ.
Спартанску колонију Тарент, према предању, основала је једна група становника Лаконије који су били обесправљени и лишени земљишних поседа. Становници Тарента чували су све до 5. века п. н. е. у свом државном уређењу много одлика из спартанских установа. Убрзо по оснивању Тарент се претворио у снажан економски центар. Град је имао једну од најбољих лука у јужној Италији, а његова околина била је чувена по плодности. Међутим, наилазећи на отпор, на северу од Месапа и Јапига, а на западу од Ахејаца, Тарент је могао ширити своје поседе само у правцу југа и истока, где је и основао неколико колонија.
На крајњем југу Апенинског полуострва Локра Опунтска је осамдесетих година 7. века п. н. е. основала Локру Епизефирску. Попут Сибариса и Кротона, Локра је проширила своје поседе по целој околној територији све до Тиренског мора.
За колонизаторски покрет 8. века п. н. е. карактеристично је то што грчки колонисти, усмеравајући све своје тежње према плодним територијама Италије и Сицилије, нису поклањали пажњу оближњим планинским обалама Акарнаније и Епира. Тек у наредном периоду, када су на даљи развитак колонизације све више деловали интереси поморске трговине која се убрзано ширила, и на овој ће територији нићи низ колонија, углавном коринтских.

## Хелеспонт
У исто време, или можда нешто касније после колонизације западног дела Средоземља, отпочело је насељавање трачког приморја и обала Хелеспонта. Улога пионира и овде је припала Халкиђанима. Они су заузели острва која су се налазила у близини Халкиде, једно од три полуострва Халкидика, Ситонију, с највећом колонијом Тороном. Западно полуострво Палена било је насељено Еретрејцима. У колонизацији Халкидика крајем 7. и почетком 6. века п. н. е. учествовао је и Коринт, који је основао Потидеју. Источну обалу Халкидика заузели су половином 7. века п. н. е. становници острва Андроса. Колоније које су никле на Халкидику биле су чисто земљорадничког карактера. Већина тих колонија налазила се далеко од морске обале, а од приморских тек је понека располагала добром луком. Крајем 5. века п. н. е. међу халкидичким градовима истиче се Олинт као крупан трговачко-занатски центар.
Крајем 8. века п. н. е., а можда и раније, у првој половини 8. века п. н. е., становници Пароса заузели су острво Тасос. Песник Архилох жали се на неплодност земље на том острву, али не помиње његово богатство у злату. То сведочи о томе да су се на острво најпре доселили земљорадници. Касније су се Парошани почели селити са Тасоса на оближње обале Тракије где су основали неколико безначајних насеља. Даље, на трачкој обали, половином 7. века п. н. е. становници Клазомене основали су колонију Абдеру, коју су затим разорили Трачани и поново населили становници грчког малоазијског града Теоса, који су бежали спасавајући се од Персијанаца. Отприлике у исто време Хиос је овде основао колонију Маронеју. Изгледа да је она основана пре него што су Парошани заузели Тасос, јер су Парошани морали да издрже упорну борбу с Маронејцима. Још даље на север пружао се појас земљорадничких насеља која су основали становници Лезбоса и Еољани; међу њима су најзначанији били Сест и самоска колонија Перинт.
Обале Пропонтиде и Трачког Босфора настанили су исељеници из Мегаре. На азијској обали они су, можда још крајем 8. века п. н. е., основали Астак и Калхедон, а на европској обали Селимбрију и Византион (659. п. н. е.).
Азијске обале Хелеспонта и Пропонтиде насељаване су првенствено колонистима из Милета. С изузетком Лампсака (колонија Фокеје) све остале колоније овде је основао или непосредно Милет, или су основане уз његово учешће и под његовим руководством. Своје најстарије колоније Милет је основао још у 8. веку п. н. е.: то су Синопа на јужној обали Понта и Кизик на обали Пропонтиде. Обе ове колоније биле су разорене средином 7. века п. н. е. за време најезде Кимерана, али су касније обновљене. Најинтензивнија колонизаторска делатност Милета пада у другу пловину 7. века п. н. е. Између осталих, Милет је тада основао Абидос на обали Пропонтиде и низ мањих колонија. На улазу у Пропонтиду налази се већ поменуд Кизик, који је 675. п. н. е. по други пут настањен милетским колонистима и милетско насеље на острву Проконезу, које је било чувено по својим мајданима мрамора.

## Црноморске области

### Јужна обала Црног мора
Први од средоземних народа који су продрли на Црно море били су Каријци, али су они о свом боравку на обалама Црног мора оставили само слабе трагове. Ранији походи Грка у тајанствени и за њих тада страшан Понт сачували су се у сећању Грка у облику легенде о Аргонаутима. Опасности у које је западао Јасон и његови сапутници представљају одраз правих тешкоћа с којима су се сусретали грчки морепловци пловећи понтским водама: вртлози и јаке струје у мореузима, пловидба непрегледном пучином где се не види ни једно острво. У 8. веку п. н. е. походи грчких морепловаца у Црно море постају скоро редовна појава.
У почетку се грчка експанзија одвијала дуж малоазијских обала. Најстарија овде основана колонија била је Синопа. Према античкој традицији, она је никла 812. п. н. е. на месту домаћег насеља и то на оном делу обале где се налазила најбоља лука. Одатле је ишао стари пут који је водио у унутрашњост земље, у Сард и Вавилон. Локално становништво – племе Халиба – одавно је већ било познато по обради гвожђа чији квалитет није заостајао иза челика. Негде око 750. п. н. е. Синопа је, са своје стране, основала колонију Трапезунт. Може се претпоставити да јој је у томе помогла и њена метропола Милет.
Крајем 8. века п. н. е. са северног црноморског приморја преко Кавказа кренула су ка Малој Азији племена Кимерана. Наилазећи у великим таласима и пустошећи све пред собом, они су зеузели Трапезунт и Синопу и вероватно их разорили. Легенда о женама ратницама – Амазонкама, које су основале свој град Темискиру недалеко од ушћа реке Термодонт, изгледа да се заснива на историјском догађају – упаду Кимерана. Тек пошто су Кимерани били потучени, Милет је обновио своје колоније. Обнову Синопе античка традиција ставља у 630. п. н. е.
Током 6. века п. н. е. Милећани су тамо основали још низ колонија, додуше мање значајних од Синопе. Међу њима су биле Сезам и Кромна, колоније основане на местима насеља која су водила своје порекло из доба пре грчке колонизације, затим Теос, без неке значајније улоге, и Китор. Синопа је са своје стране основала Керас, Котиору и нека мања насеља.
Занимљива је историја оснивања Амиса, који се налазио на путу између Синопе и Трапезунта, управо на оном месту обале одакле су се рачвали добри путеви у унутрашњост земље, у Кападокију. Изгледа да је ту постојало насеље још из доба Хетита. Крајем 7. века п. н. е. на том су се месту учврстили Фокејани који су на својим пола трговачким пола гусарским бродовима предузимали врло далеке пловидбе. Али Фокејани нису успели да за дуже време задрже Амис: град су преплавили досељеници из Милета. Улога милетских колониста била је тако велика да су неки писци, на пример Страбон, сматрали Амис колонијом Милета.
Тако се седамдесетих година 6. века п. н. е. густи низ грчких насеља пружио дуж читаве јужне обале Понта. Становништво свих тих колонија припадало је јонском огранку грчког народа. Тек око 560. п. н. е. овде се појавила једна дорска колонија – Хераклеја. Овај се град налазио на обали у плодној области, недалеко од ушћа реке Лике, са доста добром луком, која је са северне стране заштићена ртом. У тој области били су насељени Маријандини, који су се много пре доласка Грка интензивно бавили земљорадњом. Маријандини су се успротивили покушају грчких колониста да се населе на њиховој територији. Тако Јоњани нису успели да овде оснују своје насеље. Касније су у томе успели досељеници из дорске Мегаре, који су савладали Маријандине снагом свог оружја. Маријандини су изгубили своју независност и доспели у положај сличан положају хелота у Спарти: плаћали су Хераклејанима данак и били везани за земљу коју су обрађивали.

### Западна обала Црног мора
Грчко освајање западне обале Црног мора започело је знатно касније него што је то био случај са јужном – од средине 7. века п. н. е. Месно становништво, Трачани, одавно је било познато Грцима и ушло је у грчку митологију. За западну обалу Црног мора такође је био везан низ грчких митова, на пример мит о острву Леуки, месту боравка хероја тројанског рата Ахилеја, који је после смрти проглашен божанством; ово острво се налазило тачно испод ушћа Дунава. Меду колонистима западне обале касније се развија култ Ахилеја који је поштован као владар мора и називан Ахилејем Понтархом.
Први колонисти западне обале такоде су били исељеници из Милета, који су пре свега основали Истрију на омањем острву јужно од делте Дунава. Ту се налазила добра природна лука, а Дунав је био ванредно погодан водени пут у унутрашњост земље. Оснивање Истрије традиција ставља у 650. п. н. е., што потврђују и археолошки налази.
Око 609. п. н. е. Милећани су на западној обали Црног мора основали други град, Аполонију. Она се налазила на маленом острву у јужном делу Бугарског залива и имала је веома добру луку. Аполонија је са своје стране основала насеље Анхијалу. Затим је у периоду лзмеду 590. п. н. е. и 560. п. н. е. Милет основао Одес на месту са најбољом луком на читавој обали. Осим добре луке, Одес је имао и ту предност што се налазио на ушћу реке Пенизе, која му је омогућавала везу са унутрашњошћу земље. Отприлике у исто време изгледа да је на месту где је постојала доста погодна лука никао град Томи. Тиме се завршава колонизаторска делатност Милета на западној обали Црног мора. Према томе, она се развијала до средине 6. века п. н. е. На западној обали Црног мора било је још неколико мањих насеља која су основали Јоњани. Међу њих спада градић Круни, који је касније због изузетног напретка винарства добио ново име Дионисопол.
Као, и на јужној обали, тако су се и на западној обали црноморског приморја дорски колонисти појавили неколико деценија касније, у време када се већ завршила колонизаторска делатност Милета. И овде су Дорани знатно заостајали за Јоњанима. Око 530. п. н. е. досељеници из Хераклеје основали су град Калатис. Избор места био је условљен плодношћу равнице у околини и близином слатководног језера које је било богато рибом. Калатис није имао природне луке. Скоро у исто време, 520. п. н. е., Мегара је помогла своју колонију Калхедон у оснивању града Месембрије. Овај град налазио се на полуострву на северној обали Бугарског залива и имао је врло добро место за пристајање бродова. У насељавању Месембрије учествовао је и Византион. Са своје стране и Месембрија је основала неколико мањих насеља. У привреди неких западнопонтијских градова (нпр. Калатиса) преовладивала је пољопривреда, док се у другима (нпр. Истрија, Аполонија, Одес и Месембрија) знатно развило занатство и трговина.
Колонизација јужне и западне обале Црног мора трајала је, дакле, скоро три стотине година – од краја 9. века п. н. е. до прве половине 6. века п. н. е. Током 6. века п. н. е. црноморске колоније су брзо напредовале. На јужној обали нарочито се истакла Синопа као значајан трговачки центар. Она је извозила гвожде које су обрађивали Халиби, градевинско дрво, орах и бадем. Користећи се погодностима климе, Синопљани су почели да гаје маслине, садећи велики број стабала маслине. Касније су од тога имали одличан приход. У економском погледу Синопа је у 6. веку п. н. е. напредовала толико да је град почео да кује властиту монету. Хераклеја је, експлоатишући рад Маријандина, извозила жито и дрво.
О трговини западнопонтијских градова постоје детаљни подаци. Примерци грчке керамике на које се наилази далеко уз Дунав и његове притоке показују да је Истрија у то доба развила живу трговину с удаљеним трачким племенима. Интензивне су такође биле и везе западнопонтијских градова не само са њиховим метрополама већ и с великим трговачким центрима тог доба уопште. Крајем 7. и почетком 6. века п. н. е. Истрија и Аполонија трговале су с Родосом и Паросом, а касније и са Самосом. Одес је ступио у трговачке везе с Коринтом одмах по свом оснивању. Средином 6. века п. н. е. у привреди западнопонтијских и јужнопонтијских градова значајно место је заузимала и трговина с Атином. У периоду од 580. п. н. е. до 560. пне. у целој Грчкој расте атички извоз и смањује се обим трговине с Коринтом. У исто време велики значај добијају односи градова јужне и западне обале Понта са градом Кизиком који се налазио у Пропонтиди и чија монета од електрума постепено постаје основна новчана јединица дуж читавог обалског појаса Црног мора. Каснија историја јужнопонтијских и западнопонтијских градова позната нам је релативно мало.
Средином 6. века п. н. е. северне области Мале Азије покорио је краљ Лидије Крез. Крез је одржавао пријатељске односе са грчким светом, иако су се малоазијски градови налазили под његовом влашћу. Није искључено да су врховну власт Креза морали признати Синопа и други градови јужног Понта. Међутим, Крезова власт није била дугог века. Његово краљевство ускоро је уништила персијска држава. Херодотово сведочанство о томе да су Маријандини морали Дарију плаћати данак омогућава претпоставку о зависности Хераклеје од персијске државе. Није искључено да се и Амис налазио у истој ситуацији. Страбон каже да је тај град извесно време био под влашћу неког лица које је владало над Кападокијцима. Очигледно је да у том лицу можемо гледати неког од персијских сатрапа.
Изгледа да су и западнопонтијски градови морали признати власт персијског цара. Херодот каже да је крајем 6. века п. н. е., за време Даријевог скитског похода, његова флота свраћала у луке на западној обали Црног мора. Истина, та потчињеност није трајала дуго. Већ 499–493. п. н. е. Месембрија служи као уточиште Византијцима и Калхедонцима који су се дигли против Персијанаца и персијске флоте упућене да их умири. Да ли су у том јонском устанку учествовали градови јужног Понта, засад остаје неразјашњено.
Унутрашња историја јужнопонтијских и западнопонђских градова у 6. веку п. н. е. скоро да нам је непозната. Захваљујући краткој Аристотеловој белешки, имамо извесну представу само о општем току догађаја у Хераклеји. Прво је у њој држала власт демократска странка. Затим је демократија била оборена и у Хераклеји је успостављена власт олигархије. Није искључено да су хераклејски аристократи основали град Калатис ради тога да им тај град послужи као место у које би могли протеривати најактивније демократе и тако обезбедити своју власт у Хераклеји. На овакву представу наводи и то што је Калатис од самог постанка представљао демократски полис који је и даље задржао демократско уређење.

### Северна обала Црног мора
Колонизација северних обала Црног мора започела је тек онда када су се грчки досељеници добро учврстили на његовој јужној и западној обали. Најстарије грчке колоније на северним обалама Црног мора настале су не раније од 6. века п. н. е. У том погледу једини изузетак чини мало насеље ранијег периода на острву Березан које је ускоро престало да постоји.
Релативно касније запоседање северних обала Црног мора од стране грчких колониста објашњава се великом удаљеношћу тих места од њихове домовине. Јасно је да су поједини грчки морепловци повремено долазили на северну обалу и нешто раније. О томе да су Грцима од раније била позната та места, поред легенди и митова, сведоче и поједини предмети грчке производње који потичу из 7. века п. н. е., а који су нађени у области северног црноморског приморја.
Водећа улога у колонизацији северних обала Црног мора припадала је јонским Грцима, исељеницима из градова малоазијског приморја, а понајвише из Милета. У 6. веку п. н. е. они су на ушћу Буго-Дњепровске делте основали град Олбију и низ колонија на источној обали Крима, дуж обе обале Керчког мореуза који се у антици звао Боспор Кимеријски. Највеће од њих су биле: Пантикапеј, Нимфеј, Теодосија, Фанагорија, Хермонаса и Кепа. Од свих боспорских насеља најсеверније је било Танаис, које се налазило близу ушћа Дона; истина, ово насеље постало је касније. Преко Танаиса одржаване су врло живе везе између боспорских колонија и племена у области Дона. Једина дорска колонија на северној обали Црног мора био је Херсонез, који су у 5. веку п. н. е. основали исељеници из Хераклеје Понтијске. Није искључена могућност да је на месту Херсонеза, пре доласка хераклејских колониста, постојало мање јонско насеље.
У 6. веку п. н. е. већ су многи грчки градови осећали потребу за сировинама са црноморских обала, а нарочто за житом. Осим тога, грчком занатству било је потребно тржиште ради пласирања својих производа. Заинтересованост за то најпре су осетили градови са обала Мале Азије који су били најнапреднији и економски најразвијенији грчки градови тога доба. Грчке колоније са обала Црног мора, посебно са северних, у 6. веку п. н. е. добијају изузетно велики значај у економском животу читавог хеленског света. Оне постају извозници сировина, жита и радне снаге – робова. Тако је од њихове делатности зависило благостање многих грчих градова.

## Југоисточна обала Средоземног мора
Ако се колонизаторски покрет јонских градова под вођством Милета одвијао у правцу севера, у области Пропонтиде и Понта, то је Родос, који је међу дорским полисима играо исто тако водећу улогу, своје исељенике упућивао старим, познатим путем дуж јужних обала Мале Азије. Почетком 7. века п. н. е. у Ликији, на граници Памфилије, обновљена је или поново основана колонија Фаселида. Иако је покушај Грка да се учврсте на обали Киликије почетком 7. века био одлучно сузбијен отпором асирског цара Сенахериба, Грци су ипак успели да оснују овде неколико, истина безначајних насеља смештених на крају пута који је починиао од обала Понта близу Синопе и пресецао Малу Азију правцем север–југ.
Половином 7. века п. н. е. Грци продиру у Египат, у почетку као најамници. Насеље тих најамника, које се налазило на једном рукавцу ушћа Нила, касније је напуштено. Доцније су се Грци у Египту стабилизовали, пошто су ту основали колонију Наукратис. То је учињено уз дозволу фараона Псаметиха, који је покушавао да обнови снагу и значај Египта и у том циљу радо се користио услугама грчких најамника и трговаца. Међутим, Наукратис нису основали Родошани, већ опет енергични и предузимљиви Милећани.
Касније, кад су Египат почели посећивати трговци из других грчких градова, Наукратис се постепено почео претварати у један општегрчки центар. Томе је нарочто доприносила политика египатског фараона Амасиса, који је боравак странаца, посебно Грка, ограничио само на ту област. Притом је он додељивао потребне површине како за општегрчко светилиште (Хеленион) тако и за храмове које су градили поједини градови.
Током ископавања у јужном делу Наукратиса откривено је египатско насеље; уз њега се са северне стране приљубило грчко насеље које се постепено ширило. Трагови тог грчког насеља датирају из средине 7. века п. н. е. Најзад су у северном делу Наукратиса пронађени остаци Хелениона и храмова које су подигли Милет, Самос и Егина; најстарији културни слојеви у тим насељима нису старији од средине 6. века п. н. е. Релативно мале размере целог насеља дају основу за претпоставку да га се уброји у тип факторије.
Почетком тридесетих година 7. века п. н. е., у периоду заоштравања социјалне борбе на острву Тери, колонисти су под вођством оикиста који је приграбио краљевску власт и име Бата, заузели острво Платеју које се налазило недалеко од обале. Затим су се преселили на копно, где су 631. п. н. е. основали колонију Кирену. Ова колонија имала је аграррни карактер. Половином 6. века п. н. е. у Кирену је дошла нова група колониста. За њих је требало створити земљу, а то је решено на тај начин што су са једног дела своје територије потиснути Либијци с којима су Грци, како изгледа, дотад одржавали мирне односе.

## Каснија колонизација Запада
У периоду ране колонизације Италије и Сицилије западне обале Балканског полуострва нису биле настањене. Тек у другој половини 7. века п. н. е. напредовањем коринтске трговине овде ниче низ коринтских колонија: Леукада, Анакториј и Амбракија (на Амбракијском заливу), Аполонија и Епидамнос (на обали Илирије) које су основане заједно с Коркиранима.
У исти период спада и продирање исељеника из малоазијске Фокеје на далеки Запад где су недалеко од ушћа реке Родане (Роне) основали колонију Масилију (данашњи Марсеилле). Оснивању колоније претходило је успешно путовање Самошанина Колаја кога су ветрови отерали далеко на Запад, тако да је он, прошавши Хераклове стубове, стигао до града Тартеса (на ушћу реке Тартес, данас Гвадалкивир). Угледавши први пут ову сребром богату земљу и ступивши у трговачке односе с локалним становништвом, Колај је стекао баснословно богатство – по предању око 60 талената. Гласови о његовом тако срећном путовању побудили су фокејске морепловце да и сами окушају срећу. Стигавши до Тартеса били су, према традицији, веома топло примљени код тамошњег краља Аргантонија, чију су земљу још пре Грка посећивали Феничани (Картагињани). Успех првог путовања покренуо је Фокејане на опремање експедиције већег обима чији је резултат био оснивање Масилије првих година 6. века п. н. е. Карактеристично је то што су већ од самог почетка успостављени пријатељски односи између колониста и месног становништва; касније су се ти односи покварили.
Учврстивши се у новој колонији, Фокејани су убрзо проширили свој утицај оснивањем низа зависних насеља дуж читаве источне обале Хиспаније и Лигурије (јужна Француска) од Мајнаке (Малага) до Мопојка (Монако). Ослањајући се на своје колоније, основане током 6. и 5. века п. н. е., Масалијци су у својим рукама држали сву трговину са севером уздуж реке Родане.
Покушај Фокејана да се учврсте на острву Корзици, где су шездесетих година 6. века п. н. е. основали колонију Алалију (Алерију), био је мање успешан. После пада Фокеје, коју је освојио Харпаг, у Алалију су стигле многобројне избеглице. Гледајући у Фокејанима опасне конкуренте, против њих су се удружили Картагињани и Етрурци. Поморска битка код Алалије 535. п. н. е. завршена је потпуним поразом фокејске ратне флоте. Претрпевши тај пораз, они су морали напустити Корзику. На западној обали Италије Фокејани су основали нову колонију Хијелу која је познатија под именом Елеја или Велија.